# سد لیمون
سد لیمون (به اسپانیایی: Presa Limón) یک سد خاکی در پرو است که در منطقه لامبایکه واقع شده‌است.